# Tiến Thắng (Bắc Giang)
Tiến Thắng is een xã in het district Yên Thế, een van de districten in de Vietnamese provincie Bắc Giang. De provincie Bắc Giang ligt in het noordoosten van Vietnam, dat ook wel Vùng Đông Bắc wordt genoemd.
Tiến Thắng ligt in het westen van de huyện. In Tiến Thắng liggen twee meren, het Đá Ongmeer en het Cầu Rễmeer.